# آن جورج
آن جورج (بالإنجليزية: Anne George)‏ (4 ديسمبر 1927، مونتغومري في الولايات المتحدة - 14 مارس 2001، برمنغهام في الولايات المتحدة)؛ مُدرسة، كاتِبة، شاعرة وروائية أمريكية.